# Dudleya anomala
Dudleya anomala là một loài thực vật có hoa trong họ Crassulaceae. Loài này được (Davidson) Moran miêu tả khoa học đầu tiên năm 1943.